# David Lescot
 (décembre 2022).
Si vous disposez d'ouvrages ou d'articles de référence ou si vous connaissez des sites web de qualité traitant du thème abordé ici, merci de compléter l'article en donnant les références utiles à sa vérifiabilité et en les liant à la section « Notes et références ».
Pour les articles homonymes, voir Lescot.
Auteur, metteur en scène et musicien, David Lescot mêle l’écriture à la musique, au chant au mouvement, et à toutes sortes de documents. Il joint souvent à l’écriture de ses textes une création musicale originale et place son travail sous le signe du rythme, à tous les sens du terme. 

## Biographie
David Lescot est le fils du comédien Jean Lescot et d'une militante tiers-mondiste, spécialiste de l'Inde, Sophie Lescot. Il est aussi le frère ainé de Micha Lescot.
Il enseigne les études théâtrales à l'université Paris-Nanterre depuis 1999.
Il est associé avec le Théâtre de la Ville, ses textes sont traduits et joués à l'étranger dans de nombreuses langues et publiés aux Éditions Actes Sud-Papiers.

## Théâtre
Il monte sa première pièce, Les Conspirateurs, « comédie musicale noire », en 1998 au Théâtre des 50, puis la reprend la saison suivante au Théâtre International de Langue française, dirigé par Gabriel Garran. 
En 2002, il monte un nouveau spectacle musical, L’Association, au Théâtre de l’Aquarium.
En 2003, Anne Torrès met en scène sa pièce Mariage à la MC 93 Bobigny, avec Anne Alvaro et Sid Ahmet Agoumi. 
Il met en scène sa troisième pièce, L’Amélioration au Théâtre du Rond-Point en 2004, un solo interprété par le comédien Scali Delpeyrat.
L’année suivante, il entame un cycle de travail de 3 années avec l’ERAC, Ecole d’acteurs de Cannes Marseille, sur la pièce de Shakespeare Troïlus et Cressida, en compagnie de la comédienne Anne Alvaro.  Le spectacle est créé à la Maison du comédien Maria Casarès à Alloue en 2006, et repris un an plus tard aux Bernardines à Marseille et au CDN de Montreuil. 
En 2007, Véronique Bellegarde met en scène son texte L’Instrument à pression, à la Ferme du Buisson, avec Jacques Bonnaffé, Médéric Collignon, Philippe Gleizes, Odja Llorca, et l’auteur. Ce spectacle musical inclassable tourne de nombreuses années dans de nombreux centres dramatiques et dans la plupart des festivals de Jazz en France (Jazz à la Villette, Jazz sous les Pommiers à Coutances, Banlieues Bleues, D’Jazz à Nevers)… 
Son spectacle solo La Commission centrale de l’Enfance est créé en 2008, tourne en France et à l’étranger pendant de nombreuses années et remporte le Molière de la révélation théâtrale en 2009. 
Associé à la Comédie de Reims à l’invitation d’Emmanuel Demarcy-Mota, il y crée Un Homme en faillite en 2007, repris au Théâtre de la Ville à Paris, puis en tournée en France, Vient ensuite l’Européenne, en 2009, spectacle plurilingue qui fait l’ouverture du Festival de Naples la même année, avant d’être repris au Théâtre de la Ville et dans de nombreux théâtres publics.  
En 2012 il met en scène Le Système de Ponzi. Le cinéaste Dante Desarthe l'adapte pour la télévision (Arte) en 2014. Puis David Lescot la recrée en 2019 à Pékin avec une distribution chinoise. Le spectacle tourne durant quatre saisons dans de nombreux théâtres de Chine. 
La même année il crée au Théâtre de la Ville Les jeunes, spectacle musical à destination des adolescents. 
Au Théâtre des Bouffes du Nord, il écrit et met en scène en 2013 Tout va bien en Amérique, évocation des Etats-Unis à travers les styles musicaux qui ont jalonné son histoire depuis les origines. À ses côtés pour cette création pensée de concert avec le pianiste Benoît Delbecq, les musiciens Steve Arguelles, Franco Manara et les vocalistes Mike Ladd, Ursuline Kairson et D’ de Kabbal.   
À partir de 2013, à l’invitation de Monica Guilhouet Gelys, il est associé durant 6 ans à la Scène Nationale de Mulhouse, où il crée notamment deux spectacles : Nos Occupations (2014) et Les Glaciers grondants, objet pluridisciplinaire et documentaire portant sur les dérèglements climatiques. 
En 2014 il crée Ceux qui restent, recueillant le témoignage de deux survivants du ghetto de Varsovie, Wlodka Blit Robertson et Paul Felenbok. Le spectacle est joué au Monfort avant d’être repris la saison suivante au Théâtre de la Ville et dans de nombreuses villes. Il remporte le prix de la critique de la meilleure création d’un spectacle en langue française. 
En 2015, il crée au Théâtre de la Ville son spectacle pour enfants : J'ai trop peur, suivi en 2020 d’un deuxième volet, J'ai trop d'amis, et d’un troisième en 2024 : Je suis trop vert. Les deux premiers épisodes connaissent un grand succès et tournent de manière ininterrompue en France et à l’étranger (Manchester, Dubaï…) Les trois épisodes font l’objet d’une intégrale au Théâtre de la Ville à l’automne 2024. 
En 2015, il écrit pour les élèves du CNSAD Kollektiv, mis en scène par Patrick Pineau, à la MC2 Grenoble, puis au Théâtre du Conservatoire. 
La même année, il est le directeur musical et guitariste de Revue Rouge, tour de chants révolutionnaires du 20e siècle, interprétés par Norah Krief dans une mise en scène d’Eric Lacascade (TNB Rennes, Théâtre Monfort Paris).
À la Comédie Française, il met en scène une adaptation des Derniers Jours de l’Humanité de Karl Kraus (avec notamment Denis Podalydès et Sylvia Bergé… 2016), puis Les Ondes magnétiques (2018, avec notamment Elsa Lepoivre et Christian Hecq, Vieux Colombier). 
En 2017, il crée avec le musicien Emmanuel Bex La Chose commune, spectacle hybride mêlant la Commune de Paris et le jazz. Il collabore pour cette création avec les musiciens Géraldine Laurent, Simon Goubert, inaugurant avec la chanteuse la chanteuse et comédienne Elise Caron une longue et importante collaboration. 
À la demande de la Comédie de Caen, il écrit Portrait de Ludmilla en Nina Simone (2017), travaillant pour la première fois avec la comédienne et chanteuse Ludmilla Dabo, qui occupe dès lors une place prépondérante dans ses créations. 
Il écrit, compose et met en scène la comédie musicale, Une femme se déplace, au Printemps des Comédiens de Montpellier en juin 2019. Le spectacle est repris à Mulhouse, au Théâtre de la Ville à Paris, puis en tournée lors des trois saisons suivantes. Ludmilla Dabo qui joue le rôle-titre remporte en 2020 le Prix de la critique de la meilleure comédienne. Le spectacle est joué jusqu’à aujourd’hui dans de nombreuses villes de France et à l’étranger (Côte d’Ivoire, Suisse, Ecosse, et deux tournées aux Etats-Unis). En 2023, il écrit, compose et met en scène avec la même équipe La Force qui ravage tout qui sera créé en janvier 2023 au Théâtre de la Ville. 
En mai 2022 il crée sa pièce « Dough » (Mon Fric), au New Ohio Theatre à New York avec une distribution américaine. La pièce est reprise au Fringe d’Edimbourg en août 2023.  

## Opéra
- Mise en scène de The Rake's Progress de Stravinsky à Lille (2011),  
- Mise en scène d’Il Mondo Della Luna de Haydn (Atelier lyrique de l'Opéra Bastille, 2013), 
- Mise en scène de La Finta Giardiniera de Mozart à (2014, Lille, Dijon) sous la direction musicale d'Emmanuelle Haïm. La Flûte enchantée (Direction musicale Christophe Rousset, Dijon, Limoges, Caen, 2017). 
- Mise en scène de Djamileh de Bizet, 2016, Opéra de Rouen (version piano). 
En 2019 il met en scène l'opéra Trois Contes, dont il écrit le livret, à l'opéra de Lille, sur une musique de Gérard Pesson (mars 2019, Prix de la critique de la Création musicale.) 
En 2020, il met en scène à Dijon l'opéra Les Châtiments, de Brice Pauset, d’après Kafka. 
En 2021 il réalise avec Gérard Pesson une « Musique Fiction » à l’Ircam : Un pas de chat sauvage, texte de Marie N’Diaye, avec Jeanne Balibar.  
En 2021 il écrit et met en scène au Théâtre de Caen « J’entends des Voix », avec la Maîtrise de Caen, et à partir der chanson tradictionnelles normandes arrangées par le musicien Damien Lehman. Le spectacle fait l’objet d’une réalisation filmée diffusée sur France 3. 
En 2022 il adapte et met en scène « Mozart une Journée particulière » à la Seine musicale, sous la direction de Laurence Equilbey (Insula Orchestra),  avec les dessins de Sagar Forniès et le pianiste Thomas Enhco dans le rôle de Mozart. 
En 2023 il met en scène à Rennes puis Nantes, Angers et Nancy L’Elixir d’amour de Donizetti (direction musicale Chloé Dufresnes) 
En 2023, en ouverture du Festival Manifeste de l’IRCAM, il met en scène Laborintus 2 de Luciano Berio, d’après un poème d’Eduardo Sanguinetti, avec l’orchestre Ars Nova et le comédien Serge Maggiani dans le rôle du récitant. 

## Radio
Nombre de ses pièces font l’objet d’une création radiophonique sur France Culture : 
Les Conspirateurs (2001), L’Instrument à pression (2002), Un Homme en faillite (2005), Mariage (2010), Les Eléments déchaînés (2004), On refait tout (2010), Le Système de Ponzi (2013), Tout va bien en Amérique (2014), Portrait de Ludmilla en Nina Simone (2019), Les Glaciers grondants (2023)…
En 2024, Sabine Zovighian réalise pour Arte radio sa pièce pour enfants Balade de la baleine. 
Il interprète le narrateur dans la Montagne de l’âme de Gao Xinjiang (réalisation Marguerite Gateau (2013, France Culture). 
Il tient le rôle de Boris Vian dans Les Bisons ravis, fiction radiophonique en 6 épisiodes écrite par Thomas Baumgartner et Alexandre Lenot et mise  en onde par Mariannick Bellot pour la Radio Télévision Suisse (2021).

## Cinéma
Comédien dans La Croisade d’Anne Buridan de Judith Cahen (1995)
Comédien dans Je me fais rare (2005), Je fais feu de tout bois (2010) et Le Système de Ponzi (2014) de Dante Desarthe.

## Publications

### Théâtre
- Mariage suivi de L'Association, 2002, Théâtre Actes Sud-Papiers
- L'Amélioration suivi de L'Instrument à pression, 2004, Théâtre Actes Sud-Papiers
- Un homme en faillite, 2007, Théâtre Actes Sud-Papiers
- L'Européenne, 2007, Théâtre Actes Sud-Papiers
- Nos occupations suivi de La Commission centrale de l'enfance, 2008, Théâtre Actes Sud-Papiers
- Les Jeunes suivi de On refait tout et de Réfection, 2011, Théâtre Actes Sud-Papiers
- Le Système de Ponzi, 2012, Théâtre Actes Sud-Papiers
- Les Glaciers grondants suivi de Le plus près possible, 2015, Théâtre Actes Sud-Papiers
- Ceux qui restent, 2015, Gallimard
- Master, 2016, Théâtre Actes Sud-Papiers
- Mon fric suivi de Les époux, 2016, Théâtre Actes Sud-Papiers
- Les Ondes magnétiques, 2018, Théâtre Actes Sud-Papiers
- Une femme se déplace, 2019, Théâtre Actes Sud-Papiers
- J'ai trop peur, 2020, Théâtre Actes Sud-Papiers
- J'ai trop d'amis, 2020, Théâtre Actes Sud-Papiers
- Depuis que je suis né, 2022, Théâtre Actes Sud-Papiers
- La force qui ravage tout, 2023, Solitaires Intempestifs

### Essai
- Dramaturgies de la guerre, 2001, Éditions Circé

## Théâtre, Comédie musicale & Opéra

### Auteur, Comédien et/ou Metteur en scène
- 1999 : Les Conspirateurs, texte et mise en scène, Théâtre international de langue française
- 2001 : Le Prince de Nicolas Machiavel, interprétation, mise en scène Anne Torrès, Théâtre Nanterre-Amandiers, Comédie de Reims
- 2002 : L’Association, texte et mise en scène, Théâtre de l'Aquarium
- 2003 : Mariage de David Lescot, mise en scène Anne Torrès, MC93 Bobigny, Théâtre Firmin Gémier Antony
- 2004 : L'Amélioration, texte et mise en scène, Théâtre du Rond-Point, Comédie de Reims, Théâtre de la Manufacture
- 2005 : L'Instrument à pression, texte, mise en scène et interprétation, Rencontres d'Été Alloue
- 2007 : L'Instrument à pression, texte et interprétation, mise en scène Véronique Bellegarde, tournée
- 2007 : Pièce(s) de cuisine sept courtes pièces de Gilles Aufray, Suzanne Joubert, David Lescot, Élizabeth Mazev, Karin Serres, Catherine Zambon, mise en scène Alexandra Tobelaim, Figeac
- 2007 : Un homme en faillite, texte et mise en scène, Comédie de Reims, Théâtre des Abbesses
- 2007 : L’Européenne, texte et musique, mise en scène de Charly Degotte, Théâtre du Peuple, Théâtre en Bois Thionville
- 2007 : Troïlus et Cressida de William Shakespeare, mise en scène avec Anne Alvaro, Présentation des élèves-comédiens de 3e année de L’École Régionale d’Acteurs de Cannes (ERAC), Nouveau Théâtre de Montreuil
- 2008 : Le Plus Clair du temps je suis nue de Sophie Loizeau, accompagnement musical à la trompette, mise en scène Claude Guerre, Maison de la Poésie
- 2008 : Le Charme obscur d'un continent de Klaus Händl, lecture, La Mousson d'Eté Pont-à-Mousson
- 2008 : La Commission centrale de l’enfance, texte, musique, mise en scène et interprétation, Maison de la Poésie, Théâtre des Abbesses en 2009
- 2009 : L’Européenne, texte, musique et mise en scène, Comédie de Reims, Théâtre des Abbesses
- 2010 : Nos occupations, texte, mise en espace et interprétation, Centre dramatique national Orléans
- 2012 : Le Système de Ponzi, texte et mise en scène, Théâtre de l'Union, Théâtre des Abbesses, Beijing Poly Theatre
- 2014 : Ceux qui restent, texte et mise en scène, d'après l'histoire de Paul Felenbok et Włodka Blit-Robertson, Le Montfort
- 2014 : Les Glaciers grondants, texte et mise en scène, La Filature scène nationale de Mulhouse[3]
- 2014 : La Finta Giardiniera de Mozart, mise en scène, Opéra de Lille et Opéra de Dijon
- 2015 : J'ai trop peur, texte et mise en scène, Théâtre de la Ville
- 2015 : Les Glaciers grondants, texte et mise en scène, La Filature
- 2016 : Les époux, texte, mise en scène d'Anne-Laure Liégeois, Théâtre Sénart
- 2016 : Les Derniers Jours de l'humanité de Karl Kraus, mise en scène, Théâtre du Vieux-Colombier[4]
- 2017 : La Flûte enchantée de Mozart, mise en scène, Opéras de Dijon, Limoges et Caen.
- 2017 : Portrait de Ludmilla en Nina Simone, texte, musique, mise en scène et interprétation, Comédie de Caen et tournée
- 2017 : La Chose Commune, texte et mise en scène en collaboration avec Emmanuel Bex, L'Astrada Marciac
- 2018 : Les Ondes magnétiques, texte, musique et mise en scène, Comédie Française
- 2019 : Une femme se déplace, texte, musique et mise en scène, Printemps des Comédiens de Montpellier[3]
- 2020 : Les Châtiments de Brice Pauset, mise en scène, Opéra de Dijon
- 2020 : J'ai trop d'amis, texte et mise en scène, Théâtre de la Ville
- 2022 : Depuis que je suis né, texte et mise en scène, Festival Odyssée 2022
- 2022 : Mozart, une journée particulière, adaptation et mise en scène, direction de Laurence Equilbey, Insula Orchestra, Seine Musicale
- 2022 : Dough, texte et mise en scène, New Ohio Theatre, New York
- 2023 : La Force qui ravage tout, texte, musique et mise en scène, Théâtre de la Ville
- 2023 : L'Élixir d'Amour, mise en scène, Opéra de Rennes
- 2023 : Laborintus II, mise en scène, Festival Manifeste de l'IRCAM
- 2024 : Je suis trop vert, texte et mise en scène, Théâtre de la Ville

## Distinctions
Il est artiste associé au Théâtre de la Ville à Paris. Ses textes sont traduits et joués dans de nombreuses langues et publiés chez Actes Sud-Papiers, Gallimard et aux Solitaires Intempestifs.

### Récompenses
- Prix du Syndicat de la critique 2007 : meilleure création en langue française pour Un homme en faillite
- Grand prix de littérature dramatique 2008 pour L'Européenne
- Prix SACD 2008 : Prix Nouveau Talent Théâtre de la SACD  pour L’Européenne
- Molières 2009 : Meilleure révélation théâtrale masculine pour La Commission centrale de l'enfance
- Prix du Syndicat de la critique 2014 : meilleure création en langue française pour Ceux qui restent
- Prix théâtre de la SACD 2015
- Prix du Syndicat de la critique 2018 : meilleure création en langue française pour Les Ondes Magnétiques
- Prix du Syndicat de la critique 2019 : meilleure création musicale pour Trois Contes
- Molières 2022 : Molière du spectacle jeune public pour J'ai trop d'amis

### Nominations
- Trophées de la comédie musicale 2022 : Meilleure mise en scène pour Une femme se déplace
- Trophées de la comédie musicale 2023 : Meilleure mise en scène pour La Force qui ravage tout